# Rotolando respirando
Rotolando respirando è il decimo disco dei Pooh, uscito nell'autunno 1977.

## Il disco
Inizialmente il disco sarebbe stato concepito come concept-album metropolitano, ispirato dal neonato movimento punk che prendeva piede anche in Italia, ma dopo le prime due canzoni la penna di Valerio Negrini pare non sia riuscita a incastrare perfettamente tutti i testi, e così l'autore dei testi sarebbe stato costretto a modificare l'idea.
Tende a riprendere le tematiche amorose un po' trascurate nel precedente album, Poohlover: in genere i soggetti quotidiani della vita di città, preponderanti in Poohlover, vengono integrati in storie d'amore e fungono nelle canzoni da sfondo sociale: È così che ricompaiono temi urbani come la nascita delle radio libere (Sara nel sole, In diretta nel vento), il pendolarismo ed il barbonismo (Sara nel sole), l'anonimato delle metropolitane cittadine (Bella) oppure i paesaggi periferici ed autostradali (Rotolando respirando).
Viene ridotto al contempo il contributo dell'orchestra sinfonica, presente oramai solo in un paio di brani.
Il disco viene mixato due volte, perché nella prima sessione i Pooh si resero conto di aver sbagliato gli arrangiamenti e dovettero rifare il tutto con onerosi turni in sala d'incisione.

## Brani
- Il singolo destinato al mercato promozionale è Dammi solo un minuto, sicuramente il più rappresentativo del lavoro, con un ruolo preponderante della chitarra elettrica di Dodi Battaglia che introduce alla voce e al pianoforte di Roby Facchinetti, il quale interpreta con pathos la storia di quest'amore in crisi. Sia la musica che il testo vengono ripresi e rivoltati ripetutamente, fino a raggiungere la versione odierna, con la coda finale strumentale, con i controcanti e con l'ultima strofa con un tono più in su, mentre il testo, che Valerio Negrini cambia diverse volte, è il primo presentato dal paroliere bolognese, dopo che i Pooh l'avevano inizialmente rifiutato.
- La canzone che dà il titolo all'album veniva presentata dal vivo già da un paio d'anni, con testo completamente diverso ("Voi che siete qui") e con musica in parte differente. Questa versione live originaria era già caratterizzata dal classico riff di chitarra elettrica, assai rappresentativo per la storia del complesso.
- Ancora tra un anno è una canzone autobiografica del gruppo e per oltre 20 anni resterà come base di chiusura dei concerti.
- Interessanti, oltre ai brani menzionati all'inizio, anche Il suo tempo e noi, delicata attesa per la nascita di un figlio, e Per una donna.

## Tracce
1. Sara nel sole (Facchinetti-Negrini) - 5'33" Voce principale: Roby
2. Bella (Facchinetti-Negrini) - 3'49" Voci principali: Dodi e Roby
3. In diretta nel vento (Battaglia-Negrini) - 3'56" Voce principale: Dodi
4. Che ne fai di te (Facchinetti-D'Orazio) - 3'29" Voce principale: Corale
5. Rotolando respirando (Facchinetti-Negrini) - 5'16" Voce principale: Roby
6. Per una donna (Facchinetti-Negrini) - 3'30" Voci principali: Dodi e Roby
7. Il suo tempo e noi (Facchinetti-Canzian-Negrini) - 3'57" Voci principali: Red e Roby
8. Una domenica da buttare (Facchinetti-Battaglia-Negrini) - 4'41" Voci principali: Dodi e Roby
9. Dammi solo un minuto (Facchinetti-Negrini) - 4'34" Voce principale: Roby
10. Ancora tra un anno (Facchinetti-Negrini) - 5'30" Voci principali: Dodi e Roby

## Formazione
- Roby Facchinetti - voce, pianoforte, tastiera
- Dodi Battaglia - voce, chitarra
- Stefano D'Orazio - voce, batteria, percussioni, flauto traverso
- Red Canzian - voce, basso, flauto dolce

## Singolo
- Dammi solo un minuto/Che ne fai di te